# دو آدم
دو آدم (انگلیسی: Two People) یک فیلم درام آمریکایی با کارگردانی رابرت وایز است که در سال ۱۹۷۳ منتشر شد.

## بازیگران
- پیتر فوندا
- لیندسی واگنر
- استل پارسونز
- فرنسیس استرنهیگن
- جفری هورن